# Фредрикссон, Герт
Герт Фре́дрикcсон (Герт Фри́дольф Фре́дрикcсон, швед. Gert Fridolf Fredriksson; 21 ноября 1919, Нючёпинг, Швеция — 5 июля 2006, там же) — шведский гребец на байдарке, шестикратный олимпийский чемпион, выигрывавший золотые олимпийские награды на четырёх Олимпиадах подряд.

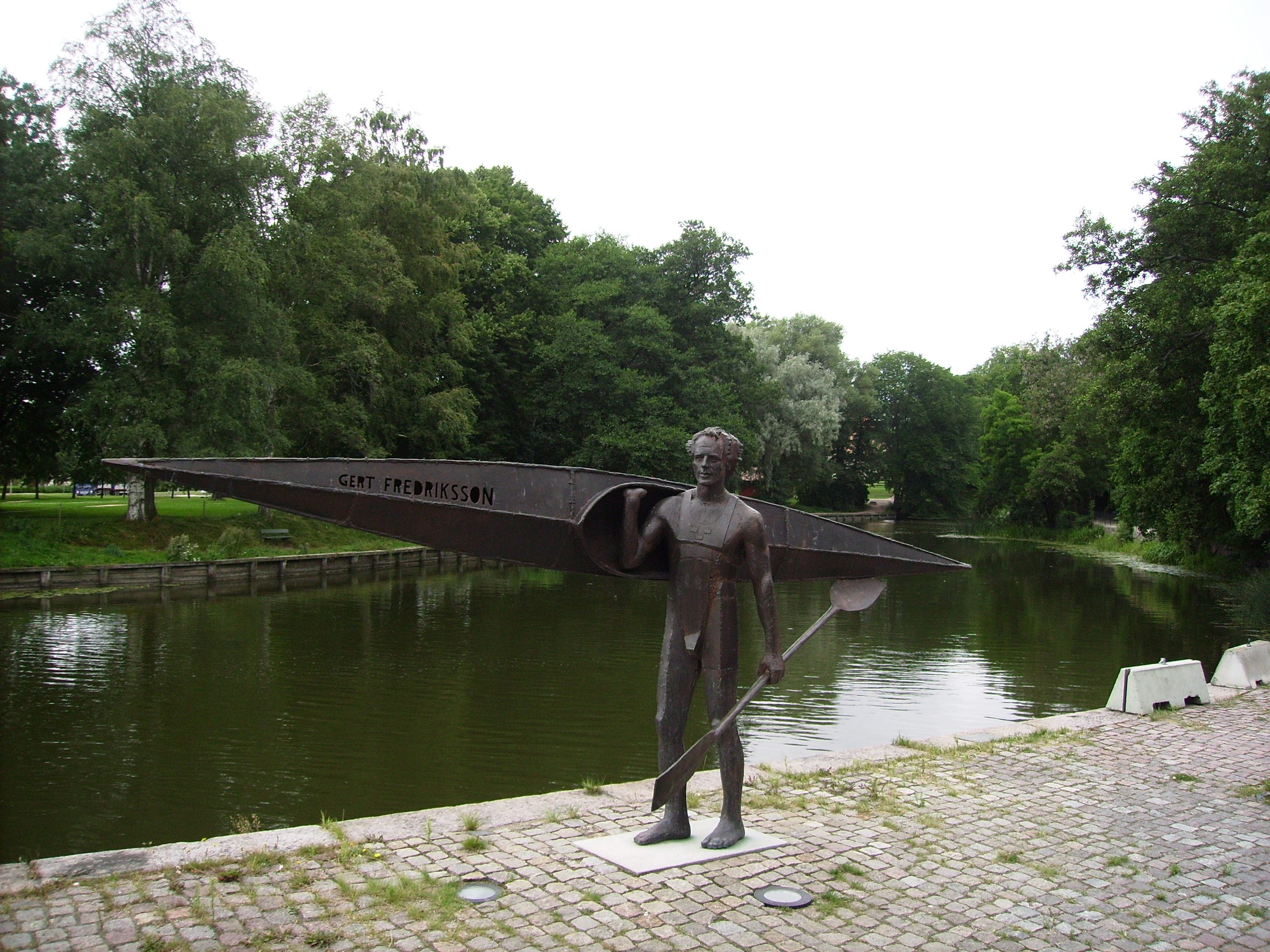
Памятник Фредрикcсону в его родном Нючёпинге

Является рекордсменом Швеции по количеству олимпийских наград, в т. ч. золотых. 7-кратный чемпион мира и 32-кратный чемпион Швеции (всего 71 медаль на чемпионатах Швеции).
Дебютировал на Олимпийских играх в Лондоне в 1948 году в возрасте 28 лет и выиграл две золотые медали. На каждой из своих 4 Олимпиад Фредрикссон выигрывал по 2 награды. Последние олимпийские медали (золото и бронза) Герт выиграл в 1960 году в Риме в возрасте 40 лет. 7 из 8 своих наград Герт выиграл на одноместной байдарке, и лишь одно золото в Риме-1960 он завоевал в двойке на дистанции 1000 метров вместе со Свеном-Оловом Шёделиусом.
Лучший спортсмен Швеции 1949 года.
В родном Нючёпинге Фредрикссону установлен памятник.